# Silent Hill: Revelation 3D
Silent Hill: Revelation (titulada: Silent Hill: Revelación 3D en España y Terror en Silent Hill 2: La revelación en Hispanoamérica) es una película de terror sobrenatural escrita y dirigida por M. J. Bassett y basada en la serie de videojuegos Silent Hill publicada por Konami. Es la segunda entrega de la saga cinematográfica Silent Hill. La película, producida como secuela de Silent Hill (2006), está protagonizada por Adelaide Clemens, Kit Harington, Martin Donovan, Malcolm McDowell y Carrie-Anne Moss, con Deborah Kara Unger, Sean Bean y Radha Mitchell regresando de la película anterior. La trama sigue a Heather Mason (Clemens), quien, al descubrir en la víspera de su decimoctavo cumpleaños que su presunta identidad es falsa, se siente atraída por el pueblo de Silent Hill.
Las conversaciones para una secuela de Silent Hill comenzaron en diciembre de 2006, con el regreso de Christophe Gans como director y Roger Avary como guionista. Sin embargo, tras la retirada de Gans y el encarcelamiento de Avary por homicidio vehicular, el proyecto entró en un grave problema de desarrollo. Más tarde, a principios de 2010, Bassett fue contratada para dirigir y escribir, en sustitución de Gans y Avary. Había expresado su disposición a escuchar las sugerencias de los fans sobre actrices para el papel de Heather. Con un presupuesto estimado de 20 millones de dólares, el rodaje se llevó a cabo de marzo a mayo de 2011 en Canadá, utilizando la cámara 3D RED Epic; la mezcla de audio se realizó en Francia.
Silent Hill: Revelation se estrenó en cines en América del Norte el 26 de octubre de 2012, por Alliance Films y Open Road Films respectivamente; en Francia el 28 de noviembre, por Metropolitan Filmexport. La película recaudó más de 55,9 millones de dólares en todo el mundo y recibió críticas en su mayoría negativas de los críticos. Una tercera película, Return to Silent Hill, está en postproducción.

## Historia
Años después de los sucesos que debió vivir en Silent Hill, Sharon Da Silva (Adelaide Clemens) ahora es una adolescente sin recuerdos del incidente, que se muda constantemente de un lugar a otro con su padre, Christopher Da Silva (Sean Bean). Ambos han cambiado sus nombres a Heather Mason y Harry Mason con el fin de evadir a alguien que los ha estado atormentando durante años y no deja de perseguirlos.
Tras acabar de mudarse, un día antes de comenzar la escuela, Heather sueña con un mundo oscuro y terrorífico donde escapa de unos hombres en un parque de diversiones. Allí se esconde en un carrusel que pronto es rodeado por sus perseguidores. Luego aparece Pyramid Head quien parece estar moviendo los mecanismos del carrusel, finalmente ve a Alessa quien la insta a no ir a Silent Hill. Esa mañana su padre intenta animarla entregándole por adelantado su regalo de cumpleaños, un abrigo blanco sin mangas, pero esto en el fondo la incomoda ya que lo vestía en su sueño. Después de que Heather se marche a clases, Harry recuerda que su esposa Rose Da Silva (Radha Mitchell) y Sharon (Erin Pitt) realmente quedaron atrapadas en Silent Hill tras su enfrentamiento con Christabella, pero Rose encontró una forma de abrir un portal y pudo enviar a la niña con su padre, advirtiéndole que solo una persona podía cruzar y que el culto buscaría la forma de pasar y apoderarse de la niña.
Camino a la escuela Heather se encuentra con un hombre llamado Douglas Cartland (Martin Donovan), quien le pregunta sobre su identidad. Heather lo ignora y toma un autobús. Más tarde se topa con Vincent (Kit Harington), un estudiante que conoció en su primer día de escuela y que, al igual que ella, acaba de ser transferido. Ya en clases algunos compañeros se burlan tachándola de extraña, pero la joven les deja en claro lo irrelevante que le son sus opiniones ya que se ha resignado a que nunca vivirá en un lugar lo suficiente como para crear lazos o aprender los nombres de la gente.
Más tarde Heather descubre a Douglas rondando la escuela y llama a su padre. Christopher le indica que se encuentren en el centro comercial del pueblo, pero escucha ruidos extraños en su casa mientras habla con su hija y de inmediato es secuestrado por un intruso misterioso. Mientras Heather espera a su padre en el centro comercial, todo comienza a cambiar y la gente adopta el aspecto de seres diabólicos junto a criaturas horribles que aparecen, por lo que huye y después de un largo escape es acorralada por Douglas.
Heather cree que su madre falleció en un accidente de tránsito, que las lagunas en su memoria son secuelas del accidente y que son buscados porque su padre asesinó a un ladrón que entró en su casa; desde entonces se esconden por miedo a las represalias de los secuaces, pero Douglas revela que es un investigador privado contratado para encontrarla, pero tras investigar a su empleador descubrió que se trataba de una secta llamada La Orden de Valtiel cuyas intenciones lo aterraron, por lo que decidió ayudar a Heather. Ambos descubren que un monstruo femenino con cuchillas en lugar de brazos los persigue y escapan. Cuando todo parece estar bajo control Douglas es capturado por el monstruo y arrastrado lejos de Heather.
Más tarde la muchacha descubre el cadáver del investigador en el mundo real, en el colegio, por lo que huye con la ayuda de Vincent solo para ver que su padre ha desaparecido, su casa ha sido saqueada y un mensaje pintado fue dejado en la pared: "Ven a Silent Hill" junto a un extraño y complejo pentagrama que reconoce como algo que vio entre las pertenencias de su padre; al revisarlas descubre la mitad de un amuleto y un libro que explica todo lo que su padre había aprendido sobre Silent Hill, tras esto huye junto con Vincent.
Ambos se dirigen a Silent Hill, donde Heather lee una nota que Christopher dejó explicando que el hombre que mató en el pasado no era un ladrón sino un miembro del culto que intentaba secuestrarla y su vida huyendo era realmente una forma de protegerla de ellos. También descubren información sobre cómo el pueblo existe en varios planos alternados y que Pyramid Head parece ser una suerte de guardián del lugar y de Alessa.
Vincent finalmente revela su verdadera identidad: es el hijo de la líder del culto llamada Claudia Wolf (Carrie-Anne Moss), hermana de Dhalia y Christabella, y es nieto de Leonard Wolf (Malcolm McDowell), enviado a traer de vuelta a Heather por medio de un ritual que le permite a la gente del culto abandonar temporalmente el pueblo y pasar a este plano. El muchacho explica que, a diferencia de los miembros más viejos del culto, él nació en el otro mundo y no comparte su fanatismo, siendo su verdadero motivo para cruzar conocer este mundo, estando genuinamente de parte de Heather; también le explica que los monstruos y alucinaciones que ha estado viendo son los miembros de la orden proyectando sus almas a este plano para vigilarlos. Vincent revela que la orden necesita a Sharon porque es una porción de Alessa y mientras Alessa esté viva ellos estarán malditos por haberla quemado, pero no podrá ser destruida hasta estar completa. En ese momento Vincent es capturado por un monstruo que golpea a Heather dejándola inconsciente. 
Al despertar y recorrer la zona, Heather descubre que está en Silent Hill, en el camino se encuentra con la madre de Alessa, Dahlia Gillespie (Deborah Kara Unger). Heather le pregunta por el paradero de su padre y la otra mitad del amuleto, a lo que ella le menciona a Leonard Wolf y el asilo.
Se oye la sirena de alerta y Heather se esconde en una fábrica de maniquíes abandonada, donde salva a una niña que no sabe cómo cruzó a ese mundo; allí, un monstruo arácnido hecho con partes de maniquíes mató a su amiga. Antes de poder aclarar la situación la criatura comienza a perseguirlas y, mientras huyen, la niña es atrapada nuevamente aunque Heather logra huir. Mientras tanto, Vincent es declarado traidor por el culto y Claudia ordena a sus hombres que lo lleven al Asilo para "curarse". 
Heather pelea contra otra criatura camino al Asilo y finalmente encuentra a Leonard Wolf encadenado en una celda. Éste explica que su propia hija, Claudia, lo ha encerrado creyendo que estaba "infectado" con la oscuridad, señalando que Claudia está mucho más infectada que él y la convence para que le dé el amuleto a cambio de decirle lo que sabe. Heather de mala gana le alcanza el amuleto a Leonard y este lo identifica como la mitad del Sello de Metatrón, que cuando está completo permite que las cosas muestren su verdadera naturaleza. Después le dice que la otra mitad esta dentro de sí y lo clava dentro del pecho transformándose en un monstruo que la reconoce como parte de Alessa y la atrapa, Heather reacciona y extrae el amuleto de su pecho matándolo. Perdida en el asilo, es atacada por los pacientes encerrados en las celdas. En eso aparece Pyramid Head, quien parece protegerla atacando a los pacientes, tras lo cual se marcha sin agredir a la muchacha.
Heather encuentra a Vincent atado en una camilla en una habitación rodeado de enfermeras no-muertas, él le explica que Harry está encerrado en el santuario de la Orden bajo el parque de diversiones. Heather comienza a liberar las cadenas. Pero las enfermeras se percatan de la presencia de ambos e intentan atacarlos, pero se las arreglan para evadirlas. Ellos huyen y llegan al parque pero está bloqueado por los guardias de Claudia. Vincent decide distraerlos y Heather aprovecha para escapar. Pronto llega al carrusel donde es confrontada por Alessa tal como viera en su sueño. Se libra una lucha por la dominación del amuleto y de sus cuerpos, donde Alessa intenta absorber a la muchacha pero ella acaba siendo absorbida.
Tras salir de ahí Heather se encuentra con el culto de Claudia, que ha apresado a Vincent y Harry. La mujer revela que ahora que ha derrotado a Alessa planean usar el amuleto y a su padre como sacrificio humano para una ceremonia donde la harán dar a luz al "Dios" que ellos adoran y bajo su bendición escaparán de Silent Hill e impondrán su doctrina a la gente en este mundo. Claudia usa la sangre de Christopher para iniciar la ceremonia, pero Heather recuerda el poder del amuleto y se lo entrega a Claudia con la falsa promesa de "mostrarle cual es su verdad". La oscuridad en Claudia reacciona al amuleto transformándola en "The Missionary", la criatura que asesinó a Douglas, un monstruo con espadas en vez de manos y sierras circulares clavadas en su cráneo. Los seguidores del culto huyen y "The Missionary" intenta matar a Heather, pero Pyramid Head aparece para protegerla y después de un duro enfrentamiento decapita a "The Missionary" tras lo cual se retira.
Heather, Christopher y Vincent caminan de nuevo en el centro de la ciudad donde las cenizas dejaron de caer, ya que el culto se destruyó y Alessa consiguió su venganza. Aunque Heather desea que los tres se vayan del pueblo, Harry decide quedarse hasta encontrar a Rose por lo que los muchachos se despiden de él para ver cómo regresa a Silent Hill y desaparece en la niebla.
Heather y Vincent salen de Silent Hill y regresan al mundo real, donde son recogidos por un camión conducido por un hombre llamado Travis Grady (Peter Outerbridge, personaje principal del juego "Silent Hill: Origins"), diciendo que llevaba mucho tiempo sin tomar esa ruta haciendo referencia al juego en cuestión y salen lejos del pueblo. A continuación pasan varios coches de policía y un autobús de la prisión a toda velocidad con la intención de pasar por Silent Hill, el día se oscurece de pronto y las cenizas vuelven a caer (Referencia al juego "Silent Hill: Downpour").

## Reparto
- Adelaide Clemens es Sharon Da Silva / Heather Mason / Alessa Gillespie / Memoria de Alessa.
- Kit Harington es Vincent.
- Carrie-Anne Moss es Claudia Wolf.
- Sean Bean es Christopher Da Silva / Harry Mason.
- Malcolm McDowell es Leonard Wolf.
- Peter Outerbridge es Travis Grady.
- Radha Mitchell es Rose Da Silva (cameo).
- Deborah Kara Unger es Dahlia Gillespie.
- Martin Donovan es Douglas Cartland.
- Erin Pitt es Alessa Gillespie / Sharon Da Silva (niña).
- Heather Marks es Suki.
- Roberto Campanella es Pyramid Head.
- Jason Best es The Butcher.
- Rachel Sellan es Mannequin Girl.
- James Kirchner es Grey Man.

## Producción

### Desarrollo

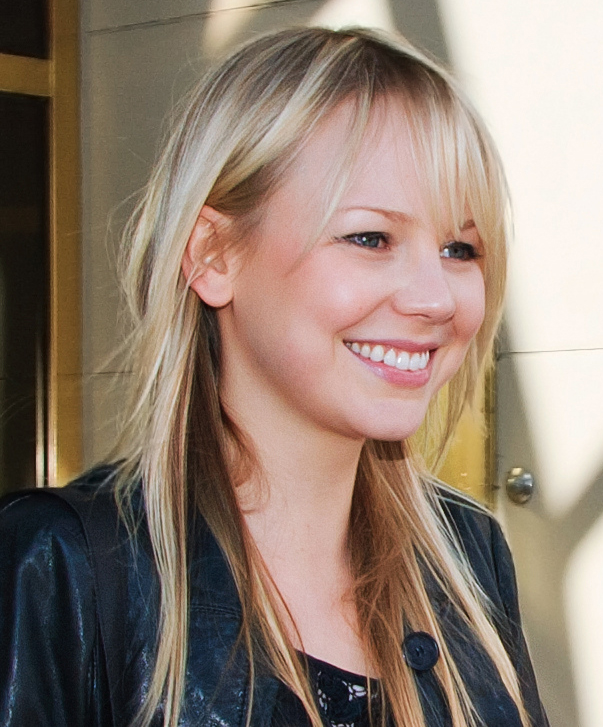
Adelaide Clemens interpretó el papel de Heather Mason.

En diciembre de 2006, el guionista y director de Silent Hill, Christophe Gans, había anunciado que Sony había pedido una segunda entrega de la serie cinematográfica. Gans aseguró que le gustaría dirigir la segunda parte si su compromiso con Onimusha no se lo impediría. Posteriormente, Roger Avary también declaró su participación en el proyecto. En 2007, el productor Don Carmody aseveró que el guion avanzaba poco a poco, y que «Gans estaba muy involucrado en otro proyecto», y posiblemente no regresaría como director. Asimismo, Avary explicó que podría no volver a colaborar en la próxima película ya que Gans tampoco lo haría.
En septiembre de 2009, Sony anunció que Roger Avary y el productor Samuel Hadida firmaron oficialmente en el proyecto y que empezarían a filmar en 2010. Según Hadida, la producción comenzaría cuando se culminara el desarrollo de Resident Evil: Afterlife. Sin embargo, meses después, Roger Avary fue sentenciado a un año de cárcel por homicidio sin premeditación, y no podía participar en la producción de la película.
En noviembre de 2009, Carmody dijo, durante una entrevista a Shock Till You Drop, que Christophe Gans no tenía la posibilidad de regresar para la secuela, y que ellos estaban haciendo una «más accesible, para una audiencia amplia». Carmody además comentó sobre la situación penal de Avary: «Bueno, tuvimos un pequeño traspié con Roger. Solo estamos discutiendo si podemos esperarlo. Está escribiendo el guion, seguro».
En noviembre de 2010, Lions Gate anunció que Michael J. Bassett remplazó a Gans y Avary como guionista y director. Bassett había firmado su propio guion de la secuela, quedando en claro que remplazaría la historia escrita por el guionista original de la serie. Junto a su puesto, el director prometió traer todo el equipo creativo de la primera película y mantener el estilo oscuro que le caracteriza. Bassett planeó empezar a filmar en 3D en Toronto a finales de 2010. En 2009, el artista del juego Silent Hill, Masahiro Ito, fue consultado para que diseñe las criaturas y el aspecto de la dimensión del «Otro Mundo» para la película, pero rechazó la oferta porque tenía otras obligaciones.

### Casting
Antes de la filmación de Silent Hill: Revelación, Bassett buscó sugerencias a los fanes de la franquicia para elegir una actriz adecuada para el papel de Heather Mason, permitiendo que la actriz pueda desempeñar un papel real de una adolescente de dieciocho años y haber aparecido en otras películas. Adelaide Clemens fue elegida para el papel de Heather Mason. Kit Harington fue elegido para hacer el papel de Vincent, mientras Radha Mitchell, Sean Bean y Deborah Kara volverán a interpretar sus papeles como Rose Da Silva, Christopher Da Silva y Dahlia Gillespie, respectivamente.

### Música
Akira Yamaoka (quien también trabajó en la música de Silent Hill) y Jeff Danna componen la música de la película.
| Grupo/Cantante         | Nombre             |
| ---------------------- | ------------------ |
| Symphony X             | Revelation         |
| Slipknot               | Snuff              |
| Nine Inch Nails        | Hurt               |
| Tool                   | The patient        |
| Machinae Supremacy     | Dark city          |
| Sirenia                | This darkness      |
| Oceansize              | New pin            |
| Him                    | Gone with the sin  |
| Powerwolf              | Murder at midnight |
| Joe Romersa            | Cradel of forest   |
| Marilyn Manson         | I am among no one  |
| Mary Elizabeth McGlynn | You're not here    |
| Mary Elizabeth McGlynn | Blow back          |
| The Gathering          | Home               |
| The 69 Eyes            | Star of fate       |

| Cantante/autor         | Nombre          |
| ---------------------- | --------------- |
| Mary Elizabeth McGlynn | Room of angel   |
| Anabantha              | Ángel dormido   |
| Björk                  | Play dead       |
| Massive Attack         | Aftersun        |
| Akira Yamaoka          | Tears of...     |
| Akira Yamaoka          | Lost Carol      |
| Akira Yamaoka          | You're not here |

### Filmación
La filmación de la película empezó en Toronto, Canadá el 7 de marzo de 2011 y finalizó el 6 de mayo de 2011. Las calles y las escenas del puente serán rodadas en Galt, ubicado en la provincia de Ontario, Canadá. Las escenas del parque de atracciones Lakeside Amusement Park fueron rodadas en Cherry Beach.